# 大正内港
大正内港（たいしょうないこう）は、大阪府大阪市大正区に位置する人工港湾であり、大阪港の一部をなす。沿岸部には多くの工場が立地している。

## 地理
大阪市西区、港区と大正区との境界を成しながら南西に流れる尻無川（淀川水系下流の分流）が大正区鶴町4丁目付近で大阪港と大正内港に分かれる。大正内港に入って福町掘を分けるが、ふたたび合流して木津川運河に注ぎ、同じく大阪港に注がれる。

## 歴史
1940年代前半まで、大正区の土地の大半は海抜0メートル以下にあったため、1934年（昭和9年）9月21日には室戸台風が襲来し、大正区のほとんどの土地が冠水。当区は死者119人（行方不明者を含む）、被災者123,000人、建物の浸水等被害22,535戸にも及ぶ甚大な被害を受けた。また当時は付近に貯木場が集中していたので、貯木場から流された丸太によって道路が塞がれ、建物が壊されるなど、多くの被害を受けた。その後も1945年（昭和20年）の大阪大空襲により区の大半を焼失し、1950年（昭和25年）のジェーン台風による被害（大正区の83%が約1.9メートルの高さまで浸水、被災者は区民の96%に当たる57,000人で、行方不明者を含めて死者は13人、建物被害は10,654戸）など、大正区民はたびたび起こる高潮や戦災に悩まされていた。そのため、大阪港復興計画の一部として、大阪港に注ぐ河川の拡幅や大正内港化が1947年（昭和22年）に決定された。掘り起こした土砂で区内を全面的に盛り土する区画整理工事も同年に開始され、1975年（昭和50年）には完了した。大正運河に連絡していた貯木場や材木市場はこの工事の際に閉鎖され、住之江区平林に移された。同時期に港区では弁天埠頭が完成した。

### 付近の年表

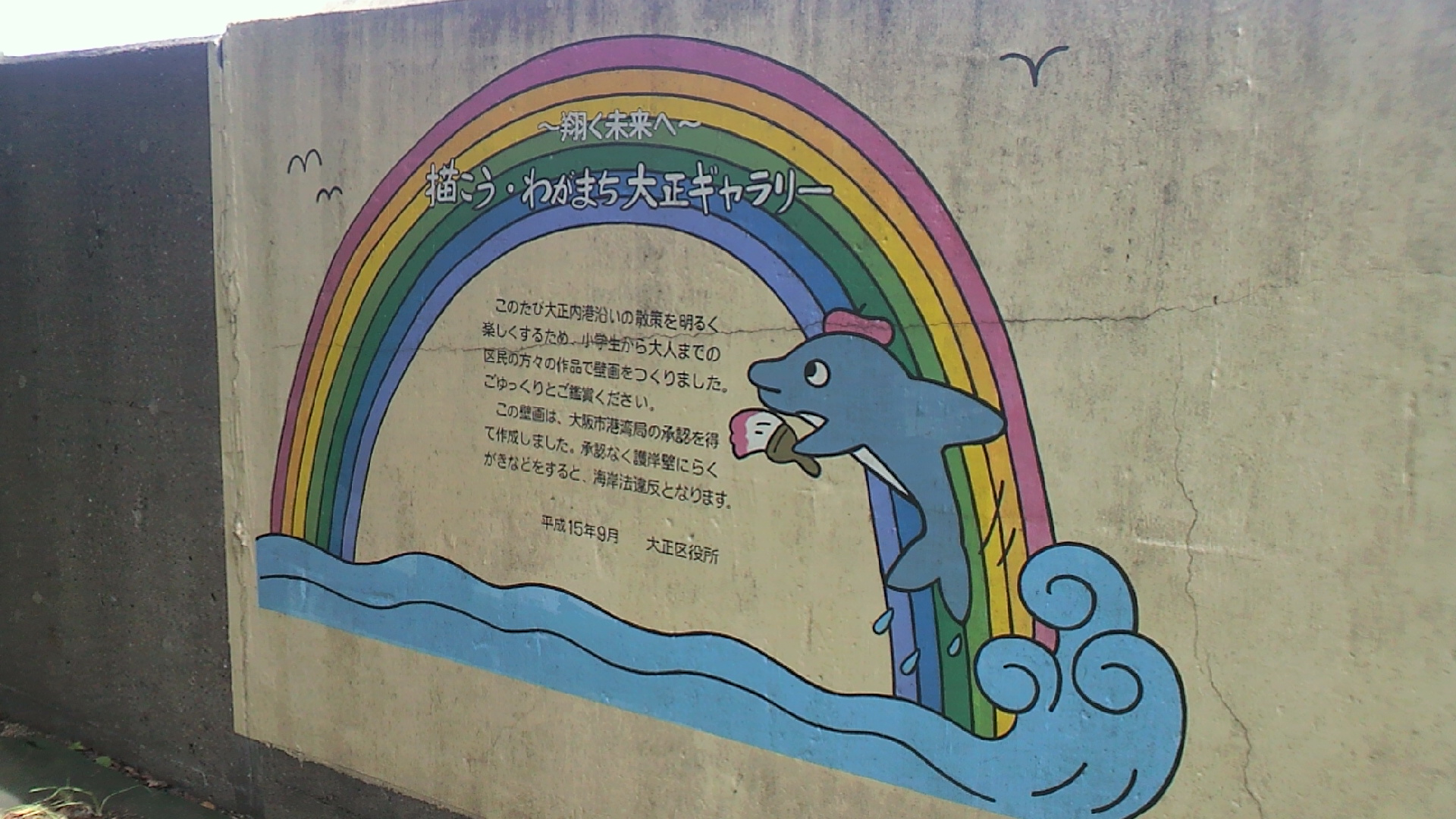
大正内港護岸壁
（描こう・わがまち大正ギャラリー）

当節では付近の治水事業と大正内港に関係する出来事についても触れる。
- 1940年（昭和15年） - 木津川と尻無川の防潮提が完成。
- 1947年（昭和22年） - 大阪港復興計画の一部として大正内港化が決定され、工事が始まる。
- 1950年（昭和25年） - ジェーン台風が襲来、前述の被害を受ける。
- 1954年（昭和29年） - 大阪市電鶴町車庫（初代）が盛り土のため閉鎖される。
- 1959年（昭和34年） - 三軒家防潮水門・南恩加島抽水所が完成。鶴町と福町が盛り土完了。
- 1961年（昭和36年） - 第二室戸台風により、鶴町と福町[注 1]の全域が冠水。その後防潮堤のかさ上げが実施される。
- 1970年（昭和45年） - 木津川と尻無川の防潮水門が完成。
- 1972年（昭和47年） - 区内の木材業者の移転が完了する。
- 1975年（昭和50年） - 大正内港化の拡幅・浚渫工事が終了。
- 2003年（平成15年） - 千歳橋（2代目[注 2]）が開通する。
- 2004年（平成16年） - 大正ギャラリー（描こう・わがまち大正内港護岸壁）を設置する。

## 大正内港に架かる橋
- 千歳橋 - 鶴町4丁目と北恩加島2丁目間を結ぶ。

## 渡船

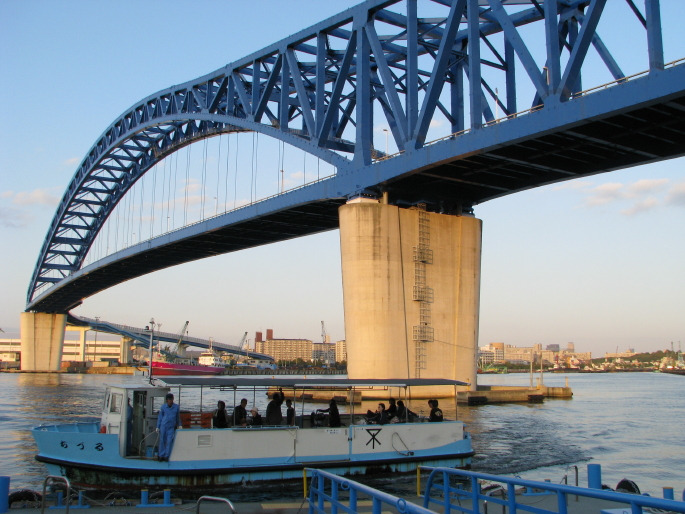
千歳橋と千歳渡

大正区内の両岸を結ぶ公営渡船が市営で運航されている。歩行者・自転車専用で、無償。建設局による運航。
- 千歳渡　大正区北恩加島2丁目 - 大正区鶴町4丁目　日中20分毎。

大阪市の渡船については、大阪市の公営渡船も参照。

## ギャラリー
- 大正内港の入り江。
- 臨港緑地（北村南公園）より撮影。